# 혼고촌 (후쿠이현 오이군)
혼고촌(本郷村)은 후쿠이현 오이군에 설치되었던 촌이다. 현재의 오이정 북동부에 해당한다.